# Vera Kovač Vitkai
Vera Kovač Vitkai (mađ. Vitkay Kovács Vera) je primadona opere Srpskog narodnog pozorišta u Novom Sadu, vokalni solista RTV Novi Sad i redovni profesor solo pevanja na Akademiji umetnosti Univerziteta u Novom Sadu.

## Biografija
Rođena je u Beogradu. Srednju muzičku školu „Isidor Bajić“ završila je u Novom Sadu. Diplomu Muzičke akademije stekla je 1964. godine u Beogradu u klasi profesorke Zlate Gjungjunac-Gavela, a titulu magistra na istoj Akademiji 1971. godine u klasi profesorke Anite Mazetove.

## Karijera
Njeni prvi zvanični izvođački koraci vezuju se za 1951. godinu, kada je počela da nastupa na priredbama Radija Novi Sad, na kojima je interpretirala opersku i operetsku muziku, kamerna dela, ali i starogradske i mađarske narodne pesme. Bila je stalni gost Beogradske i Ljubljanske opere, a nastupala je i na scenama Italiji, Nemačkoj, Francuskoj, Egiptu, Grčkoj, Mađarskoj, Iraku.
Muzički kritičari pisali su da „poseduje sopran melodramskog intenziteta i postojanosti, mekog tembra, ujednačenog u celom opsegu“, kao i da se „posebno ističe njen prekrasni pijano pučinijevskog lirskog senzibiliteta“. Za vrhunske domete na sceni, ali i u oblasti muzičke pedagogije Vera Kovač Vitkai nagrađena je i brojnim priznanjima.
U dugom nizu od 14 godina (1947–1961) članica je mnogih kulturno umetničkih društava, aktivno učestvuje u programima folklora, u komedijama i operetama. U tom intervalu otpevala je preko 100 puta glavne uloge u operetama „Kneginja čardaš“ i „Janoš vitez“.
Bavila se i pedagoškim radom bila je profesor na Аkademiji umetnosti u Novom Sadu.
Odlikovana je Ordenom Karađorđeve zvezde prvog stepena (2024).

## Spoljašnje veze
- Pet decenija na sceni Архивирано на веб-сајту  (4. март 2016)
- Pevacu dok živim